# Настольный теннис на Европейских играх 2023
Настольный теннис на Европейских играх 2023 — соревнования по настольному теннису на Европейских играх 2023 прошли с 23 июня по 1 июля 2023 года в городе Кракове, на Арене Хутник. Разыграно пять комплектов медалей: в командном и одиночном разрядах среди мужчин и женщин, а также в смешанном парном разряде. В соревнованиях приняли участие 152 спортсмена из 32 стран Европы. 

## Календарь
| ЦО | Церемония открытия | 2 | Финалы соревнований | ЦЗ | Церемония закрытия |

| Июнь-Июль         | Июнь-Июль         | 21 Ср | 22 Чт | 23 Пт | 24 Сб | 25 Вс | 26 Пн | 27 Вт | 28 Ср | 29 Чт | 30 Пт | 1 Сб | 2 Вс | Медали |
| ----------------- | ----------------- | ----- | ----- | ----- | ----- | ----- | ----- | ----- | ----- | ----- | ----- | ---- | ---- | ------ |
| Настольный теннис | Настольный теннис |       |       | ●     | ●     | ●     | 1     | 2     | ●     | ●     | ●     | 2    |      | 5      |

## Медали

### Мужчины
| Дисциплина       | Золото                                                 | Серебро                                                       | Бронза                                                |
| ---------------- | ------------------------------------------------------ | ------------------------------------------------------------- | ----------------------------------------------------- |
| Одиночный разряд | Феликс Лебрен · Франция                                | Маркуш Фрейташ · Португалия                                   | Алексис Лебрен · Франция                              |
| Командный разряд | Германия · Патрик Франциска · Дмитрий Овчаров · Дан Цю | Швеция · Антон Кальберг · Кристиан Карлссон · Трульс Мёрегорд | Франция · Симон Гози · Алексис Лебрен · Феликс Лебрен |

### Женщины
| Дисциплина       | Золото                                                    | Серебро                                           | Бронза                                         |
| ---------------- | --------------------------------------------------------- | ------------------------------------------------- | ---------------------------------------------- |
| Одиночный разряд | Бернадетт Сёч · Румыния                                   | Ксяоксин Ян · Монако                              | Элизабета Самара · Румыния                     |
| Командный разряд | Румыния · Адина Дьякону · Андрея Драгоман · Бернадетт Сёч | Германия · Шань Сяона · Хань Ин · Нина Миттельхам | Португалия · Шао Джени · Матильда Пинто · Фу Ю |

### Смешанные пары
| Дисциплина     | Золото                               | Серебро                                            | Бронза                                          |
| -------------- | ------------------------------------ | -------------------------------------------------- | ----------------------------------------------- |
| Смешанные пары | Германия · Данг Цю · Нина Миттельхам | Венгрия · Нандор Иштван Эчеки · Дора Чилла Мадараш | Румыния · Овидий Джордж Ионеску · Бернадетт Сёч |

### Общий зачёт
*   Принимающая страна (Польша)
| Место          | Страна         | Золото | Серебро | Бронза | Всего |
| -------------- | -------------- | ------ | ------- | ------ | ----- |
| 1              | Германия       | 2      | 1       | 0      | 3     |
| 2              | Румыния        | 2      | 0       | 2      | 4     |
| 3              | Франция        | 1      | 0       | 2      | 3     |
| 4              | Португалия     | 0      | 1       | 1      | 2     |
| 5              | Венгрия        | 0      | 1       | 0      | 1     |
| 5              | Монако         | 0      | 1       | 0      | 1     |
| 5              | Швеция         | 0      | 1       | 0      | 1     |
| Всего стран: 7 | Всего стран: 7 | 5      | 5       | 5      | 15    |